# 卡斯泰拉拉尼斯
卡斯泰拉拉尼斯（法語：Castéra-Lanusse，法語發音：[kasteʁa lanys]）是法国上比利牛斯省的一个市镇，属于塔布区。

## 地理
卡斯泰拉拉尼斯（43°10'21"N, 0°17'36"E）面积0.86 平方千米，位于法国奧克西塔尼大區上比利牛斯省，该省份为法国西南部内陆省份，北至热尔省，西接大西洋比利牛斯省，南与西班牙接壤，东临上加龙省。
与卡斯泰拉拉尼斯接壤的市镇（或旧市镇、城区）包括：奥宗、贝戈勒、比尔、拉内斯佩德。

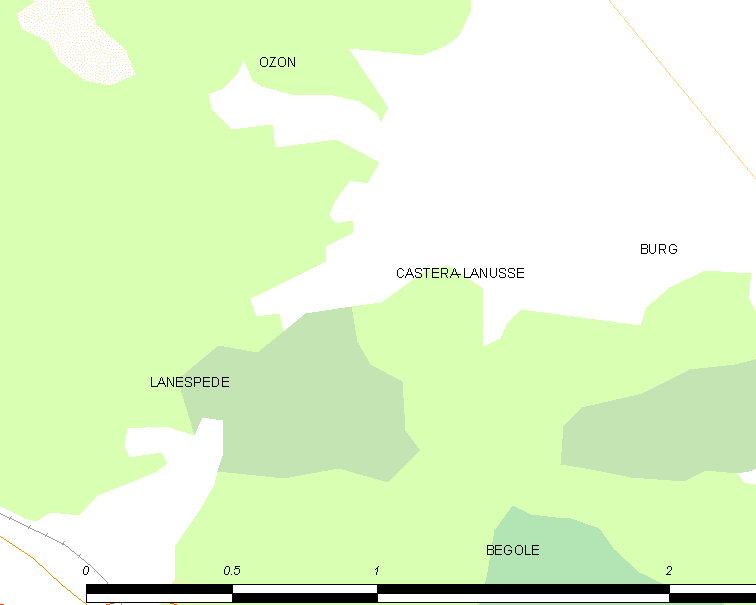
卡斯泰拉拉尼斯的OSM定位图

卡斯泰拉拉尼斯的时区为UTC+01:00、UTC+02:00（夏令时）。

## 行政
卡斯泰拉拉尼斯的邮政编码为65190，INSEE市镇编码为65132。

## 政治
卡斯泰拉拉尼斯所属的省级选区为阿罗斯河与巴伊斯河谷县。

## 人口

1962-2008年间卡斯泰拉拉尼斯人口变化图示

卡斯泰拉拉尼斯于2022年1月1日时的人口数量为45人。